# Zeuxia conica
Zeuxia conica là một loài ruồi trong họ Tachinidae.